# Papias (magistrado)
Papias (en griego: παπίας; pl. papiai) era un título y un cargo dedicado a los eunucos de la corte bizantina. El papias era responsable del mantenimiento y la seguridad de los edificios del palacio imperial de Constantinopla.  Comandaba un equipo extenso y jugaba un papel importante en las ceremonias de palacio. En el período paleológo, se creó el título honorífico de “gran papia” ('mega papias') y se concedió a los aristócratas de mayor rango.

## Historia

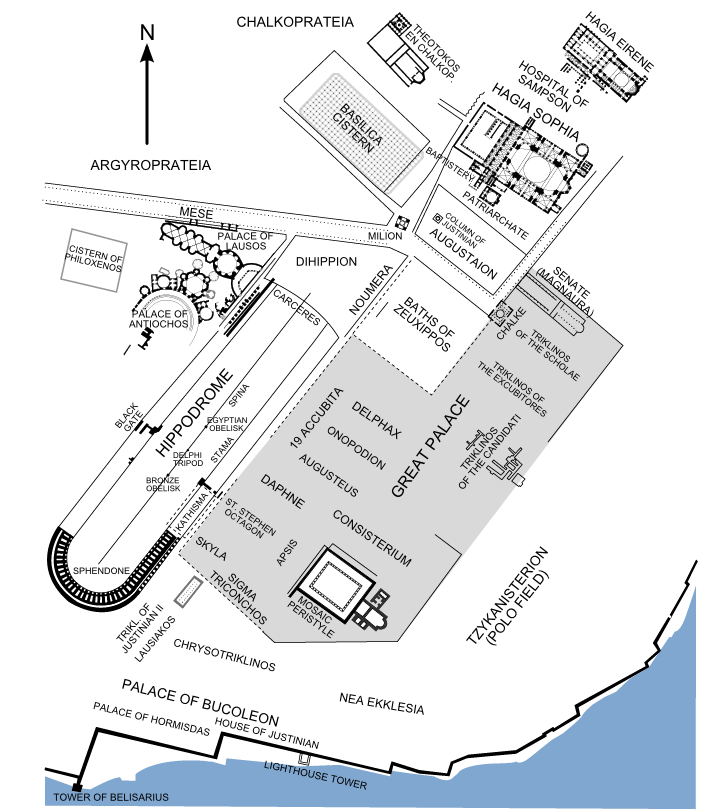
Plano del complejo de los palacios imperiales de Constantinopla.

El término está vinculado etimológicamente a πάππος o παπᾶς (“padre”,"). Está primero atestiguado en un sello fechado entre 550 y 650, y más tarde en la crónica de Teófanes el Confesor en el año 780. Había tres papias, todos eunucos: uno del Gran Palacio (en griego: παπίας τοῦ μεγάλου παλατίου; transl.: papias tou megalou palatiou), y otros dos para sus diputados, el Magnaura (en griego: παπίας τῆς Μαγναῦρας) y el palacio de Dafne (en griego: παπίας τῆς Δάφνης). El último fue creado por el emperador Miguel III el Anciano (r. 842-867), mientras que el primero está atestiguado solo en el Kletorologion de Filoteo de 899. El Papado del Gran Palacio fue un oficial muy importante. El Gran Papado, frecuentemente estilizado (en griego: μέγας παπίας; trad.: megas papias), y que generalmente tiene el rango de protospatario, era el portero del palacio y responsable de su seguridad. Poseía las llaves de las puertas del palacio, así como de su prisión, y las abría todas las mañanas junto con la gran Hetaireia. Así, controlaba el acceso físico a las habitaciones imperiales, y era un elemento importante en cualquier conspiración contra la vida del emperador, como se demostró en las usurpaciones de Miguel II ‘el tartamudo’ en 820 y Basilio I, el macedonio en 867. Es posible que, inicialmente, los otros dos papIas estuvieran subordinados al papias del Gran Palacio.
Como todos los altos funcionarios del palacio, el papia del Gran Palacio también realizaba ciertas funciones ceremoniales. Además del ritual de abrir las puertas del palacio, él, por ejemplo, terminaba formalmente las audiencias imperiales diarias haciendo sonar sus llaves, el símbolo de su oficina. En las ceremonias de ascenso de oficiales, se encargaba de encender el incienso para la sala principal del Crisotriclino y para el emperador, y el 1 de agosto llevaba una cruz en procesión por las calles de la capital, visitando a los ciudadanos más ricos y recibiendo donativos.
Alrededor del siglo XII, la oficina del papias probablemente también se abrió a los no eunucos. En el siglo XII también se atestiguan nuevos papias para la Puerta de Calce y el nuevo palacio de Blanquerna. En el período paleológico, el gran papado se convirtió en una dignidad específica otorgada a los miembros más antiguos de la aristocracia. En el siglo XIII, probablemente era una magistratura, pero se convirtió en algo puramente honorífico en el siglo XIV.  A mediados del siglo XIV en De Officialibus Palatii Constantinopolitani et de Officiis Magnae Ecclesiae de Jorge Codinos, el título ocupaba la vigésima segunda posición en la jerarquía imperial bizantina, y sus insignias eran: un palo de madera (dicanicio) con botones rojos y dorados alternados, un sombrero esciadio con bordados del tipo clápoto, otro tipo de sombrero llamado escaránico de seda blanca y dorada escarlata con hilos dorados e imágenes del emperador bizantino delante y detrás, y una túnica de seda o cabadio.

## Oficiales subordinados
Los papias estaban a cargo de un extenso equipo, que trabajaba en la limpieza, iluminación y mantenimiento general del palacio, y eran asistidos por un vice, el deutero (en griego: δεύτερος , ‘el segundo’), que era responsable por separado de la custodia de los muebles e insignias imperiales.  Los subordinados del papias incluían:
- Los diatarios (en griego: διαιτάριοι [τοῦ μεγάλου παλατίου]; trans.: diaitárioi), bajo un doméstico (en griego: δομέστικος [τοῦ μεγάλου παλατίου]). Eran camareros responsables de varias habitaciones (en griego: δίαιται; trans.: diaitai) de cada palacio. También se les conocía como hebdomadarios (en griego: ἑβδομαδάριοι; trans.: hebdomadariai), aparentemente porque trabajaban en turnos semanales.[2][15][16] Además, los diatários de varios edificios del complejo del Gran Palacio también están atestiguados en el siglo X: los palacios de Dafne y Magnaura, los salones del Consistorio, el Ostiárico (Ostiarikon), el Estratoricio (Stratorikion), los Diecinueve Sofás y las capillas del palacio de San Esteban y la iglesia de Pammakaristos.[8]

Varios sirvientes inferiores: lustas (en griego: λουσταί; trans.: loustai , "bañistas"), responsable de los baños; los candelaptai (en griego: κανδηλάπται; trad.: kandelaptai , ‘Encendedores’), responsables de la iluminación; los camenada (en griego: καμηνάδες; trans.:kamenades ) los caldarios (en griego: καλδάριοι; trans.: kaldarioi), responsables de la calefacción; y los horólogos (en griego: ὡρολόγοι; trans.: horologoi), responsables de los relojes. Las funciones de otros oficios, como los zarabas (en griego: ζαράβαι; trans.: zarabai), son inciertas.
Nicolas Oikonomides también añade el minsurador (en griego: μινσουράτωρ; trans.: minsourátor), un oficial a cargo de la tienda del emperador bizantino cuando está en campaña, como un subordinado del papias. Equipos similares pueden haber existido también para los papias de Magnaura y el palacio de Dafne.